# Huangšan
Huangšan (kitajsko: 黄山) , dobesedno pomeni Rumene gore, je gorsko območje v južni provinci Anhui na vzhodu Kitajske. Prvotno se je imenoval Jišan, preimenovali pa so ga zaradi legende, da je cesar Šuanjuan nekoč tu izvajal alkimijo. Vegetacija na območju je najgostejša pod 1100 metri, drevesa pa rastejo do vrha na 1800 metrih.
Območje je dobro znano po svoji pokrajini, sončnih zahodih, posebnih granitnih vrhovih, huangšanskih borovcih, vročih vrelcih, zimskem snegu in pogledu na oblake od zgoraj. Huangšan je pogosta tema tradicionalnih kitajskih slik in literature ter sodobne fotografije. Je Unescova svetovna dediščina in ena največjih kitajskih turističnih znamenitosti.

## Opis
Pogorje Huangšan ima veliko vrhov, visokih nekaj več kot 1000 metrov. Trije najvišji in najbolj znani vrhovi so Lotusov vrh (Lianhua Feng, 1864 m), Svetleči vrh (Guangming Ding, 1860 m) in Nebesni vrh (Tiandu Feng, dobesedno 'prestolnica neba', 1829 m).] Mesto svetovne dediščine zajema jedro površine 154 kvadratnih kilometrov in varovalni pas 142 kvadratnih kilometrov  Gore so nastale v mezozoiku pred približno 100 milijoni leti, ko je zaradi dviganja izginilo starodavno morje. Kasneje je v kvartarnem obdobju pokrajino oblikoval vpliv ledenikov.
Vegetacija tega območja se spreminja glede na višino. Mezični gozdovi pokrivajo pokrajino pod 1100 metri. Listopadni gozd se razteza od 1100 m do drevesne meje na 1800 metrih. Nad točko je rastlinstvo sestavljeno iz alpskih travišč. Območje ima raznoliko rastlinstvo, kjer je zastopana tretjina kitajskih družin briofitov in več kot polovica družin praproti. Huangšanski bor (Pinus hwangshanensis) je poimenovan po Huangšanu in velja za primer moči, ker drevesa uspevajo tako, da rastejo naravnost iz skal. Številni borovci na tem območju so stari več kot sto let in so dobili svoja imena (na primer bor Jing Ke ali bor pozdravnih gostov, ki naj bi bil star več kot 1500 let). Borovci se zelo razlikujejo po obliki in velikosti, pri čemer najbolj ukrivljena drevesa veljajo za najprivlačnejša. Poleg tega vlažno podnebje olajša gojenje čajnih listov [9], gora pa je bila imenovana »ena vodilnih kitajskih gora zelenega čaja«. [10] Mao feng ča (poenostavljena kitajščina: 黄山 毛峰; tradicionalna kitajščina: 黃山 毛峯 / 黄山 毛峰; pinjin: huángshān cheekofēng; izgovorjeno [xwǎŋ.ǎŋán mǎu.fə́ŋ]) , znana domača sorta zelenega čaja, je ime dobila po puhastih konicah čajnih listov, najdenih na območju Huangšana.
Vrhovi gora pogosto ponujajo pogled na oblake od zgoraj, znano kot Oblačno morje (kitajsko: 云海; pinjin: yúnhǎi) ali Huangšansko morje, zaradi podobnosti oblakov z oceanom. Neki pisatelj je na pogled na oblake iz Huangšana pripomnil takole:
»Če želite uživati v čudovitosti gore, morate v večini primerov gledati navzgor. Če želite uživati v gori Huangšan, pa morate pogledati navzdol«.
Območje ima tudi pomembne svetlobne učinke, kot so znani sončni vzhodi. Opazovanje sončnega vzhoda velja za obvezen del obiska območja. Znan je tudi pojav, imenovan Budova svetloba (kitajsko: iny; pinjin: fóguāng), ki se v povprečju pojavi le nekajkrat na mesec. Poleg tega ima Huangšan več vročih vrelcev, ki se večinoma nahajajo ob vznožju vrha Vijolični oblak. Voda ostane celo leto pri 42 ° C in ima visoko koncentracijo karbonatov. Vode naj bi pomagale preprečevati kožne, sklepne in živčne bolezni.

## Zgodovina
Huangšan je nastal pred približno 100 milijoni leti in je svoje edinstvene skalne formacije pridobil v kvartarni poledenitvi.
V času dinastije Čin je bil Huangšan znan kot Jišan (gora Ji). Leta 747 našega štetja je bilo njegovo ime s cesarskim odlokom spremenjeno v Huangšan (gora Huang); ime naj bi bilo običajno izmišljeno v čast Huang Dija (Rumeni cesar), legendarnega kitajskega cesarja in mitološkega prednika Hanov. Ena legenda pravi, da je bil Huangšan kraj, od koder se je Rumeni cesar povzpel v nebesa. Druga legenda pravi, da je Rumeni cesar »gojil moralni značaj in izboljšal Tablete nesmrtnosti v gorah« in s tem dal goram svoje ime. Prvo uporabo tega imena Huangshan pogosto pripisujejo kitajskemu pesniku Li Baju. Huangšan je bil v starih časih dokaj nedostopen in malo poznan, vendar je videti, da je njegova sprememba imena leta 747 pr. n. št. pritegnila več pozornosti; od takrat je bilo območje pogosto obiskano, tam so bili zgrajeni številni templji. 
Huangšan je znan po svojih kamnitih stopnicah, vklesanih v pobočje gore, in jih je po vsem območju več kot 60.000. Datum začetka del na stopnicah ni znan, stare pa naj bi bile več kot 1500 let.
V preteklih letih so na gori poimenovali številne slikovite točke in fizične značilnosti; številna imena imajo za seboj zgodbe. Na primer, legenda govori o človeku, ki ni verjel pravljicam o lepoti Huangšana in je šel gore pogledat; skoraj takoj se je spreobrnil. Eden od vrhov, ki naj bi ga obiskal, se je imenoval Šišin (始 信), kar približno pomeni 'začeti verjeti'.
Leta 1982 je državni svet Kitajske Huangšan razglasil za »kraj čudovite lepote in zgodovinskega pomena«. Leta 1990 je bil za svetovno dediščino Unesca razglašen zaradi svoje pokrajine in vloge kot življenjski prostor redkih in ogroženih vrst. [21]
Leta 2002 je bil Huangšan imenovan za sestrsko goro Jungfrau v švicarskih Alpah.

## Umetniški in znanstveni navdihi
Velik del ugleda Huangšana izhaja iz njegovega pomena v kitajski umetnosti in literaturi. Poleg navdihujočih pesnikov, kot je Li Bai, je Huangšan in tamkajšnja pokrajina pogosta tema poezije in umetniških del, zlasti kitajskega slikanja s tušem in v zadnjem času tudi fotografije. Na splošno so bile od dinastije Tang do konca dinastije Čing o Huangšanu in po njem poimenovane slikarske šole in napisanih več kot 20.000 pesmi. Gore so se pojavile tudi v sodobnih delih; režiser James Cameron je Huangšana navedel kot enega od vplivov pri snovanju izmišljenega sveta njegovega filma Avatar iz leta 2009, kitajska animirana serija Stitch & Ai, odcep Disneyjeve franšize Lilo & Stitch, je postavljena v gorovju Huangšan.
Območje je bilo tudi mesto za znanstvene raziskave zaradi raznolikosti flore in divjih živali. V začetku 20. stoletja so bili geologija in rastlinstvo Huangšana predmet številnih študij tako kitajskih kot tujih znanstvenikov. Gora je še vedno predmet raziskav. Na primer, konec 20. stoletja je skupina raziskovalcev to območje uporabila za terensko študijo tibetanskih makakov (Macaca thibetana), lokalne vrste opic.

## Turizem
Huangšan, ki ima za obiskovalce odprtih vsaj 140 odsekov, je pomembna turistična destinacija na Kitajskem. Mesto Huangšan je leta 1987 spremenilo ime iz Tunši (屯溪), da bi spodbujalo turizem Huangšana. Leta 2007 je goro obiskalo več kot 1,5 milijona turistov. Mesto je z železnico in letali povezano s Šanghajem, dostopno pa je tudi iz mest, kot so Hangdžou, Džedžjang in Wuhu, Anhui. Avtobusi povezujejo mesto Huangšan s podnožjem gore, kjer se lahko obiskovalci odpeljejo z žičnico ali pešačijo do vrha.
Obstaja več kot 50 kilometrov pešpoti, ki obiskovalcem in zaposlenim v objektih omogočajo dostop do slikovitih območij. Po celotnem območju obstajajo hoteli in penzioni, ki sprejmejo obiskovalce čez noč, od katerih se mnogi odpravijo na gore, prenočijo na enem od vrhov, da si ogledajo sončni vzhod, nato pa se spustijo po drugi poti. Kitajska nacionalna turistična uprava je območje klasificirala kot slikovito območje AAAAA.
Hotele, restavracije in druge objekte na vrhu gore oskrbujejo in imajo na zalogi nosači, ki peš prenašajo vire po gori, obesijo tovor na dolge palice, uravnotežene čez ramena ali hrbet.

## Galerija
- Razgled iz žičnice
- Vrh Bidžja
- Veliki kanjon Činghaj
- Umetne stopnice na pečinah Huangšan
- Umetne stopnice na pečinah Huangšan
- Vrh Šišin
- Skalne formacije v Huangšanu
- Vklesane stopnice na vrh Tjandu
- Skalne formacije v Huangšanu
- Huangšanski bor
- Huangšan z drevesi in oblaki
- Vrh gore Huang Šan